# Izbori za Europski parlament
Izbori za Europski parlament održavaju se svakih pet godina općim pravom glasa odraslih državljana članica EU-a. S više od 400 milijuna ljudi koji imaju pravo glasa, oni su drugi po brojnosti birača parlamentarni izbori u svijetu nakon indijskih.
Do 2019., 751 zastupnik bio je biran u Europski parlament, koji se od 1979. biraju izravno. Od povlačenja Ujedinjenog Kraljevstva iz EU-a 2020., broj zastupnika, uključujući predsjednika, bio je 705. Nijedna druga institucija EU-a nije izravno izabrana, a Vijeće Europske unije i Europsko vijeće samo su neizravno legitimirani putem nacionalnih izbora. Dok europske političke stranke imaju pravo voditi kampanju diljem EU-a za europske izbore kampanje se i dalje odvijaju kroz nacionalne izborne kampanje, reklamirajući nacionalne delegate iz nacionalnih stranaka.
Izborni dani su 4 uzastopna dana, od četvrtka do nedjelje, između 7. travnja i 10. srpnja. Posljednji izbori održani su 2024. godine.

## Raspodjela
Raspodjela mjesta svakoj državi članici temelji se na načelu degresivne proporcionalnosti, tako da, uzimajući u obzir broj stanovnika svake zemlje, manje države biraju više zastupnika u Europskom parlamentu nego što je proporcionalno njihovom broju stanovnika. Budući da je broj zastupnika u Europskom parlamentu koje svaka zemlja bira proizašao iz pregovora o ugovoru, ne postoji precizna formula za raspodjelu mjesta među državama članicama. Nikakva promjena u ovoj konfiguraciji ne može se dogoditi bez jednoglasna pristanka svih vlada.

## Izbori za Europski parlament u Hrvatskoj
Prvi europski izbori u Hrvatskoj održani su 14. travnja 2013. godine, prije hrvatskoga pristupanja EU-u koje se dogodilo 1. srpnja 2013. godine. Zastupnicima koji su tada izabrani u Europski parlament mandat je umjesto pet godina trajao samo godinu dana, jer su sljedeći redovni europski izbori održani 2014. godine.
- 2013. - 12 zastupnika
- 2014. - 11 zastupnika
- 2019. - 12 zastupnika
- 2024. - 12 zastupnika